# Jetty
Jetty は、100%Javaで開発されたJava Servletコンテナ／Webサーバである。WebSocketなどの通信プロトコルもサポートする。Jetty はオープンソースプロジェクトとして開発され、Apache 2.0 License でリリースされている。JBoss、Apache Geronimoといった他のプロジェクトでも利用されている。
単純で効率的な組み込みやすいWebサーバとなるよう意図して開発されている。サイズが小さいので、組み込み型 Java アプリケーションにWebサービスを提供するのに適している。
その一方で、Apache HadoopやGoogle App Engineといった大規模でスケーラビリティが重視されるサービスにおいても採用されている。
2009年1月、WebtideはJettyのコアコンポーネントをcodehausからEclipse Foundationに移管することを発表した。